# Matías Fernández (ur. 1995)
Matías Ignacio Fernández Cordero (ur. 14 sierpnia 1995 w Valparaíso) – chilijski piłkarz występujący na pozycji prawego pomocnika, reprezentant Chile, od 2022 roku zawodnik ekwadorskiego Independiente del Valle.